# Pascal Chang-Soï
Pascal Chang-Soï, né le 18 octobre 1966 à Moorea en  Polynésie française, est un prélat catholique français, évêque coadjuteur de Taiohae ou Tefenuaenata en Polynésie de 2010 à 2015 puis évêque diocésain de ce même siège.

## Biographie

### Formation
Pascal Chang-Soï est issu d'une famille protestante non pratiquante de Tahiti. Son père est d'origine chinoise et sa mère polynésienne. La conversion de l'un de ses frères au catholicisme entraîne progressivement la conversion de toute la famille. Il suit sa scolarité primaire et secondaire en Polynésie avant de travailler pendant quelques années dans le domaine de l'électronique.
Il entre finalement au noviciat de la congrégation des Sacrés-Cœurs de Jésus et de Marie plus connue sous le nom de la congrégation de Picpus. Il effectue ses études de philosophie et de théologie au séminaire Notre-Dame de Pentecôte à Tahiti. Il prononce ses vœux perpétuels le 9 novembre 1997 et est ordonné prêtre le 14 février 2000, par l'archevêque de Papeete, Hubert Coppenrath.

### Principaux ministères
Après deux ans en paroisse en Polynésie et une année de formation complémentaire à Paris en 2002-2003, il est nommé curé de Moorea et maitre des novices de la congrégation de Picpus.
Il est nommé évêque coadjuteur de Taiohae dans les Îles Marquises en Polynésie française le 4 août 2010 auprès de Guy Chevalier, évêque du diocèse. Il est consacré le 4 décembre 2010 par Charles Daniel Balvo, nonce apostolique en Nouvelle-Zélande (en) et dans les îles du Pacifique.
Le 22 mars 2013, le préfet de la Congrégation pour l'évangélisation des peuples, le cardinal Fernando Filoni, le nomme administrateur apostolique de l'archidiocèse de Papeete, en remplacement du père Bruno Ma'i, démissionnaire.
Le 5 septembre 2015, le pape François ayant accepté la démission de Guy Chevalier pour raison d’âge, Chang Soi devient évêque de Taiohae.